# 中朝友好合作互助条约
《中朝友好合作互助条约》（朝鲜语：／），全称为《中华人民共和国和朝鲜民主主义人民共和国友好合作互助条约》（朝鲜语：／）是中华人民共和国与朝鲜民主主义人民共和国间所签订的双边条约，1961年7月11日签订于北京，双方代表分别为中国国务院总理周恩来与朝鲜内阁首相金日成，該條約是目前中國與外国簽訂的唯一共同防禦條約，亦使得中朝两国成为军事同盟。該條約規定在未經雙方就修改或終止問題達成協議以前將一直有效。

## 缔约背景
二次大戰結束後，朝鮮半島分裂成由美國支持的大韓民國及蘇聯和中华人民共和国支持的朝鮮民主主義人民共和國，雙方互不承認對方政權的合法性。1950年6月韓戰爆發，朝鮮人民軍跨越三八线南下進攻，希望統一朝鮮半島，韓國軍隊節節敗退到釜山，最後以美國為首的聯合國軍及時展開仁川登陸行動，反推朝鮮至接近中朝邊境的鴨綠江。在這局勢下，剛成立不到一年的中華人民共和國決定派出中國人民志願軍參戰，雙方在多次戰役交手後，中朝聯軍成功把聯合國軍推回三八线。最終雙方僵持三年後於1953年7月27日簽署朝鮮停戰協定，南北韓雙方以新三八線為界保持半島「停戰」狀態至今。1961年5月16日韓國爆發五一六軍事政變，軍方領導人朴正熙上台，軍人出身的他敵視北韓，敦促大幅增加軍費開支並對朝鮮採取行動。朝鮮領導人擔心韓國會入侵於是向蘇聯和中國尋求支持。在這背景下中朝雙方於1961年7月11日簽訂《中朝友好合作互助条约》。

## 条约概述

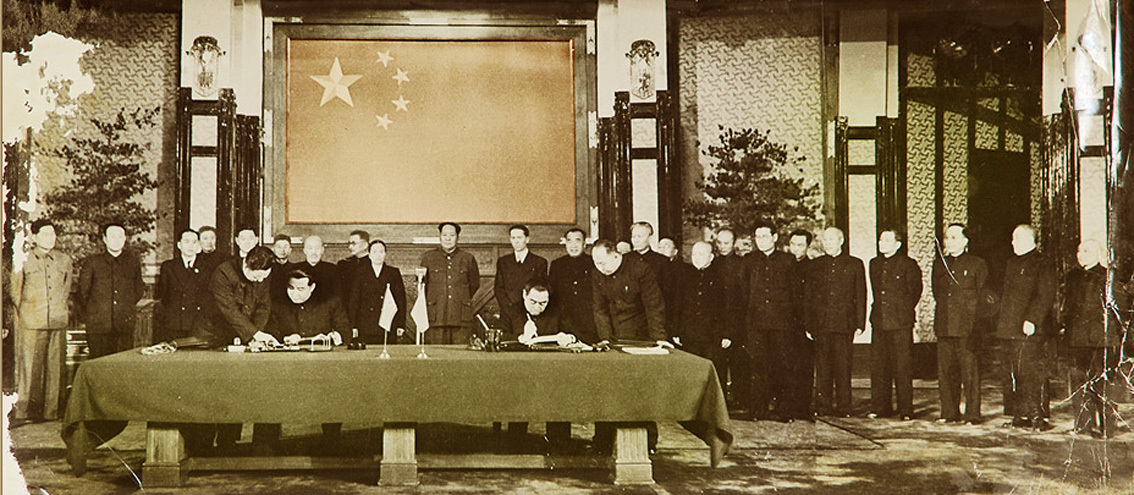
周恩来与金日成签字

中朝雙方於1961年7月11日在北京簽訂條約，8月30日经时任中国国家主席刘少奇批准，朝鲜民主主义人民共和国最高人民会议常任委员会於8月23日批准，同年9月10日周恩来和金日成作为双方代表在朝鲜首都平壤互换批准书，根据《中朝友好合作互助条约》第七条的规定，條約在同日生效。
該條約總體上促進了兩國在文化、經濟、技術和其他社會利益領域的和平合作，但同時也保證了雙方的共同防禦責任。條約第2條定明在任何一國受到他国攻擊或意圖攻擊時，兩國將採取一切必要措施對缔约的另一方进行军事及及其他範疇上的全力援助，双方也保證不會参加任何与对方敌对的同盟、集团、行动或措施。到目前为止，本条约对于中国而言皆是其与其他国家所签订的唯一正式的且仍然有效的军事同盟条约。

## 条约现状
《中朝友好合作互助条约》第七条第二款规定，除非就其修正或終止達成協議，否則該條約将一直生效。在1991年苏联解体后，《苏朝友好合作互助条约》失效，本条约成为中或朝签订的唯一共同防御条约。有传言中国一直拒绝朝鲜关于修改“自动干预条款”的建议，类似的条款并没有出现在美韩共同防御条约中。
2011年，北京大学国际关系学院朱峰教授在学术会议的主题发言中称，该条约已经失效，中朝两国政府默不作声，且在近20年里该条约成为一纸空文。
2021年7月11日，朝中社報道朝鮮勞動黨總書記金正恩同日向時任中共中央總書記習近平致賀電，慶祝《朝中友好合作互助條約》簽訂60周年，指朝中兩國友誼日益深厚，並表示需要在政治、經濟、軍事和文化等各領域上加強合作，應對「敵對勢力」的挑戰。中國外交部於2021年7月12日的例行記者會上回應記者提問時證實報道屬實，同時表示該條例仍然有效。
该条约第二条被认为是中朝构成军事同盟关系的根据，但上海社科院亚太所的地区专家主张，中朝未有全方位的军事合作，条约的合作意义多于结盟意义，中国没有为朝鲜提供核保护。中国外交部官员也曾对外称，中国不与任何国家缔结军事同盟。